# Maksymilian Malinowski

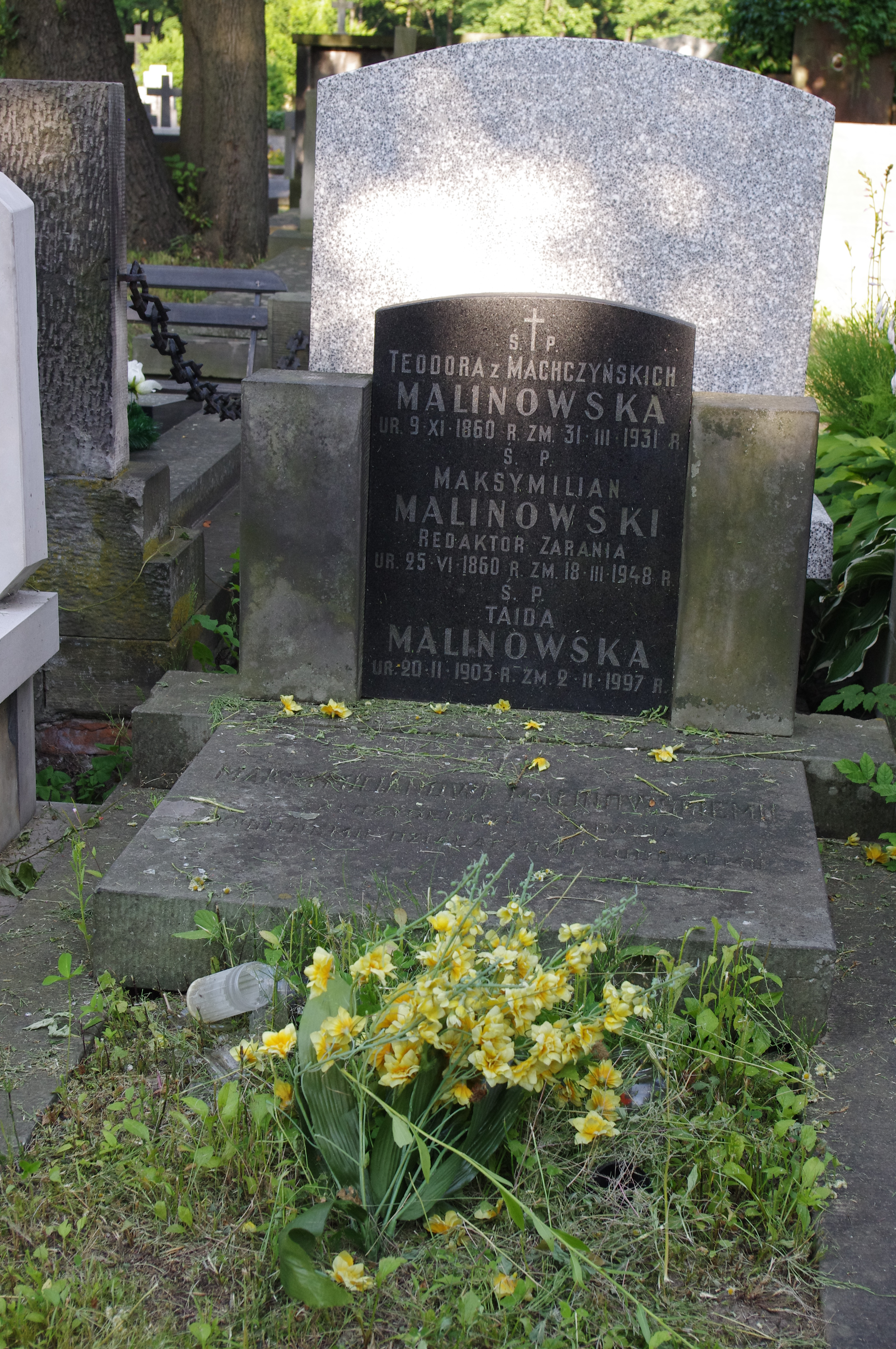
Grób działacza ludowego Maksymiliana Malinowskiego na Starych Powązkach w Warszawie

Maksymilian Malinowski, właśc. Maksymilian Miłguj (ur. 23 czerwca 1860 w Ciechocinie koło Lipna, zm. 18 marca 1948 w Warszawie) – polski działacz ruchu ludowego, propagator spółdzielczości, nauczyciel i publicysta, w II RP poseł I, II i III kadencji oraz senator IV kadencji. Jego syn Edmund Malinowski był znanym botanikiem i genetykiem.

## Życiorys
Maksymilian Malinowski ukończył seminarium nauczycielskie w Wymyślinie w 1879. Był wydawcą i redaktorem czasopism „Zorza” i „Zaranie”. Jako nauczyciel pracował w 1880 w Kamienicy, a w latach 1881–1886 w Dobrzyniu nad Wisłą. Następnie osiedlił się w Warszawie i został publicystą. Od 1887 do 1906 był redaktorem i wydawcą „Zorzy”. W latach 1890–1900 był sekretarzem Towarzystwa Pszczelniczo-Ogrodowego. W latach 1900–1906 był działaczem Ligi Narodowej. W 1906 związał się ze Związkiem Postępowo-Demokratycznym oraz przystąpił do Związku Młodej Polski Ludowej. Współzakładał Towarzystwo Kółek Rolniczych im. S. Staszica. Od 1905 do 1907 współpracował z Polskim Związkiem Ludowym. W 1909 został członkiem Rady Głównej Polskiego Zjednoczenia Postępowego. Był także działaczem Towarzystwa Kultury Polskiej. Był założycielem i redaktorem naczelnym pisma „Zaranie” istniejącego w latach 1907–1915. Od 1913 do 1914 należał do Stronnictwa Narodowo-Radykalnego.
Od 1918 działał w Polskim Stronnictwie Ludowym „Wyzwolenie”, w 1925 został jego prezesem. W latach 1922–1935 był posłem na Sejm, a w latach 1935–1938 – senatorem powołanym przez prezydenta. W latach 1931–1935 był członkiem władz naczelnych Stronnictwa Ludowego, z którego wystąpił w sierpniu 1935, popierając sanację. Bezskutecznie próbował reaktywować PSL „Wyzwolenie”, a w 1937 zgłosił akces do Obozu Zjednoczenia Narodowego. Po drugiej wojnie światowej działał w Stronnictwie Ludowym.
W 1938 został odznaczony Krzyżem Niepodległości.
Pochowany na cmentarzu Powązkowskim w Warszawie (kwatera c-6-6-).

## Życie prywatne
Syn Stanisława i Marii Miłgujów. Miał żonę Teodorę z domu Machczyńską (1860–1931) oraz dzieci: Edmunda, Wiesława, Tadeusza i Sabinę.